# Liste des villes du Nevada
L'État américain du Nevada compte 19 municipalités et plusieurs dizaines de villes non incorporées et de census-designated places.

## Liste des municipalités
Les 19 municipalités du Nevada ont toutes le statut de « city », à l'exception de Carson City qui a un statut particulier en tant que ville indépendante (« independant city ») car fusionnée avec son propre comté.
| Nom             | Comté      | Population (2010) | Superficie (terre) | Superficie (terre) |
| Nom             | Comté      | Population (2010) | sq mi              | km²                |
| --------------- | ---------- | ----------------- | ------------------ | ------------------ |
| Boulder City    | Clark      | 15 023            | 72,00              | 27,8               |
| Caliente        | Lincoln    | 1 130             | 1,87               | 4,8                |
| Carlin          | Elko       | 2 368             | 10,44              | 27,0               |
| Carson City     | Sans       | 55 274            | 144,66             | 374,7              |
| Elko            | Elko       | 18 297            | 17,64              | 45,7               |
| Ely             | White Pine | 4 255             | 7,64               | 19,8               |
| Fallon          | Churchill  | 8 606             | 3,63               | 9,4                |
| Fernley         | Lyon       | 19 368            | 122,12             | 316,3              |
| Henderson       | Clark      | 257 729           | 107,73             | 316,3              |
| Las Vegas       | Clark      | 583 756           | 135,81             | 351,7              |
| Lovelock        | Pershing   | 1 894             | 0,85               | 2,2                |
| Mesquite        | Clark      | 15 276            | 31,89              | 82,6               |
| North Las Vegas | Clark      | 216 961           | 101,35             | 262,5              |
| Reno            | Washoe     | 225 221           | 103,01             | 266,8              |
| Sparks          | Washoe     | 90 264            | 35,76              | 92,6               |
| Wells           | Elko       | 1 292             | 6,90               | 17,9               |
| West Wendover   | Elko       | 4 410             | 7,48               | 19,4               |
| Winnemucca      | Humboldt   | 7 396             | 9,39               | 24,3               |
| Yerington       | Lyon       | 3 048             | 8,60               | 22,3               |

## Liste des villes non incorporées et des census-designated places
- Haut – A
- B
- C
- D
- E
- F
- G
- H
- I
- J
- K
- L
- M
- N
- O
- P
- Q
- R
- S
- T
- U
- V
- W
- X
- Y
- Z

### A
- Alamo
- Amargosa Valley
- Ash Springs
- Austin

### B
- Baker
- Battle Mountain
- Beatty
- Beowawe
- Blue Diamond
- Bunkerville

### C
- Cal-Nev-Ari
- Cold Springs
- Crescent Valley
- Crystal
- Crystal Bay

### D
- Dayton
- Delamar Ghost Town
- Denio
- Duckwater
- Dyer

### E
- East
- Empire
- Enterprise
- Eureka

### G
- Gabbs
- Gardnerville
- Gerlach
- Golden Valley
- Goldfield
- Goodsprings

### H
- Hawthorne

### I
- Imlay
- Incline Village
- Indian Hills
- Indian Springs

### J
- Jackpot
- Jarbidge
- Jean
- Jiggs
- Johnson Lane

### K
- Kingsbury

### L
- Lamoille
- Laughlin
- Lemmon Valley
- Logandale
- Lund

### M
- McDermitt
- McGill
- Minden
- Moapa Town
- Moapa Valley
- Montello
- Mount Charleston

### N
- Nixon

### O
- Orovada
- Overton
- Owyhee

### P
- Pahrump
- Panaca
- Paradise
- Paradise Valley
- Pioche
- Primm

### R
- Rachel
- Round Hill Village
- Round Mountain

### S
- Sandy Valley
- Schurz
- Searchlight
- Silver Park
- Silver City
- Silver Springs
- Sloan
- Smith
- Spanish Springs
- Spring Creek
- Spring Valley
- Stateline
- Summerlin South
- Sun Valley
- Sunrise Manor
- Sutcliffe

### T
- Tonopah
- Tuscarora

### V
- Verdi
- Virginia City

### W
- Wadsworth
- Whitney
- Winchester

### Z
- Zephyr Cove